# فرودگاه بین‌المللی زومی دوس پالمیراس
فرودگاه بین‌المللی زومی دوس پالمیراس (به انگلیسی: Zumbi dos Palmares International Airport) (به زبان بومی: Aeroporto Internacional Maceió/Zumbi dos Palmares) یک فرودگاه همگانی مسافربری با کد یاتا MCZ است که یک باند فرود آسفالت دارد و طول باند آن ۲۶۰۲ متر است. این فرودگاه در شهر ماسیئو کشور برزیل قرار دارد و در ارتفاع ۱۱۸ متری از سطح دریا واقع شده‌است.

## شرکت‌های هواپیمایی و مقصدهای پروازی
| شرکت‌های هواپیمایی     | مقصدهای پروازی |
| --------------------- | --- |
| اویانکا برزیل         | برازیلیا، دپوتادو لوئیس ادواردو مگاهاس، سائو پائولو گوارولوس                                                                               |
| آزول برزیلین ایرلاینز | سانتا ماریا، تانکردو نوس، ویراکوپوس-کامپیناس، گریتر نیتل، ریکایف، دپوتادو لوئیس ادواردو مگاهاس                                             |
| گول ایر ترنسپورت      | تانکردو نوس، برازیلیا، مینیسترو پیستارینی، ریو دوژانیرو گالیائو، دپوتادو لوئیس ادواردو مگاهاس، کونگونیاس-سائو پائولو، سائو پائولو گوارولوس |
| تام ایرلاینز          | برازیلیا، ریو دوژانیرو گالیائو، کونگونیاس-سائو پائولو، سائو پائولو گوارولوس                                                                |